# Frustrace
Frustrace (z lat. frustrá, marně, frustratio, zmarnění) je pocit, který člověk prožívá, pokud se něco důležitého nepovede a v nejbližší době není šance to napravit, ať už proto, že už to zkrátka není možné, anebo v tom brání něco, s čím si nelze poradit. Projevuje se zklamáním či pocitem zmaru.

## Frustraci způsobuje nějaká překážka
Překážka, která brání vyřešit problém, může být jak v okolním prostředí (vnější), tak uvnitř frustrovaného:
- Překážkou z okolního prostředí mohou být třeba peníze, které měly přijít a se kterými se počítalo pro uhrazení účtu, jste frustrovaní, protože musíte počkat, až peníze dojdou, a do té doby máte svázané ruce. Tento problém se ovšem vyřeší v momentě, kdy se částka objeví na účtu.
- Překážkou uvnitř je například averze k rodinnému příslušníkovi, se kterým kdysi došlo k hádce a od té doby jste se nesetkali, ale při každém setkání s ostatními členy rodiny se o tom mluví, z čehož jste frustrovaní, ale váš odpor k setkání s oním příbuzným brání uzavření celé situace.

## Míra frustrace
Frustrace je stav závažného neuskutečnění našich potřeb, které jsou pro každého individuální: každého tedy může frustrovat něco, co druhého nechá v klidu. Například pro někoho je frustrující přestávka před písemným testem, pro jiného čekání na výsledky a pro dalšího oznámení špatných známek. Frustrovaní můžeme být z opakovaného odmítnutí nebo z výzvy, která přesahuje naše schopnosti.
Ovšem nejen naše potřeby rozhodují o tom, co nás frustruje a co nás ještě nechá v klidu. Dalším faktorem je frustrační tolerance, která představuje míru odolnosti jedince. Ač je dvěma lidem stejná situace skutečně nepříjemná, ten s vyšší mírou frustrační tolerance ji snáší nepochybně lépe. Pokud tomuto stavu čelíme častěji, frustrační tolerance se zvyšuje. Postupně začneme rozdělovat věci na podstatné (velké), na nichž nám skutečně záleží a na nepodstatné (malé), kvůli nimž nemá smysl se rozčilovat.
Frustraci lépe snáší dospělí než děti nebo starší osoby. Frustrující situace se také mnohem lépe překonává, pokud se v tomto stavu ocitne více osob. Člověk pak nemá pocit, že je na vše sám.

## Co se v nás děje
Organismus, který je připraven bojovat s problémem, neustále naráží na neřešitelnost překážky, která nás odsuzuje k pasivitě, nečinnosti, bezmocnému čekání... Tímto nahromaděnou energii „k boji“ musíme nějak vybít nebo přetransformovat. Cítíme stále dokola vztek, napětí a zklamání z neúspěchu, a tak přichází přirozený důsledek snahy o vyřešení neřešitelné situace. Organismus se frustraci brání – nejčastěji tento stav „řešíme“ agresí, ať už slovní, kdy nadáváme na domnělou příčinu frustrace, na svět a na všechno kolem sebe, nebo namíříme agresi přímo proti něčemu či někomu a poškozujeme věci, ubližujeme druhému člověku nebo zvířeti či dokonce poškozujeme sami sebe. Extrémními případy agrese jsou vraždy nebo sebevraždy.

## Způsoby obrany
Člověk se frustraci podvědomě brání pomocí naučených, v minulosti osvědčených, obranných mechanismů, které lidem pomáhají cítit se méně nepříjemně a lépe zvládat náročné životní situace. Tyto techniky jsou odvozené ze dvou základních reakcí na stres z agrese a úniku
Techniky odvozené od přímé agrese jsou:
- Egocentrismus a upoutávání pozornosti jsou reakcemi na frustraci, které se projevují neposlušností, výstředností či ubližováním druhým lidem.
- Identifikace Připodobňování vlastní situace k někomu, kdo danou situaci zažil a případně úspěšně vyřešil.
- Projekce je podvědomé svedení viny na jinou osobu (nepřipouštění si vlastního selhání).
- Racionalizace (od racio – lat rozum) je rozumové zdůvodnění toho, proč jsme neuspěli. Někdy použijeme objektivní fakta a jindy prostě sami sebe přesvědčíme o tom, že o úspěch jsme vlastně nestáli, protože by s ním určitě byla spojena nějaká nepříjemnost (model tzv. „kyselých hroznů“).
- Kompenzace je náhrada nedosažitelného něčím jiným, co pro nás bude mít podobný význam. V důsledku této techniky může vzniknou závislost např.: alkoholismus, workoholismus jako důsledek kompenzace rodinných problémů.

Techniky odvozené od prostého úniku:
- Izolace je reakcí na neúnosnou míru napětí, kterým se člověk vyhýbá řešení problému.
- Regrese je návrat na nižší (popřípadě zaseknutí se na jednom) vývojový stupeň, který se člověku již vyplatil. Vývojovému stupni přirozeně přizpůsobí i své chování, takže čtyřicetiletý úspěšný podnikatel se najednou může stát pubertálním výrostkem se všemi hloupými nápady, které k tomuto věku patří. Může být přechodná a po určitém období opět vymizet, nebo trvalá a jedinec už nikdy nedosáhne vyššího vývojového stupně.
- Sublimace je přetvoření a uplatnění něčeho společností nepřípustného (např. emocí vznikajících z neukojeného libida) v oblasti, kde je to nejen přípustné, ale také žádané.
- Únik do nemoci nabývá někdy podoby hysterie či hypochondrie
- Fixace je ustrnutí na objektu nebo způsobu uspokojování potřeby, ačkoliv by byla záhodná změna.
- Vytěsnění neboli potlačení je zavrhování přání a fantazií, které jsou v rozporu se společenským normami.
- Popření je zavírání očí před problémem či těžkostí, „strkání hlavy do písku“

## Pokročilá frustrace
Pokud frustrace trvá delší dobu, může se z ní stát deprivace tj.: strádání, což je už závažný psychický stav, který může negativně poznamenat další vývoj jedince.
Pokud jedinec ztrácí smysl života, jedná se o existenciální frustraci, která může vést až k pokusu o sebevraždu. Tento krajní stav se dá samozřejmě léčit za pomoci odborníků.[zdroj?]